# Jesper Hansen (tirador)
Jesper Hansen (Bjergsted, 19 de noviembre de 1980) es un deportista danés que compite en tiro, en la modalidad de tiro al plato.
Participó en tres Juegos Olímpicos de Verano, entre los años 2012 y 2020, obteniendo una medalla de plata en Tokio 2020, en la prueba de skeet, y el sexto lugar en Río de Janeiro 2016.
Ganó una medalla de oro en el Campeonato Mundial de Tiro al Plato de 2013 y dos medallas en el Campeonato Europeo de Tiro, en los años 2015 y 2018.

## Palmarés internacional
| Juegos Olímpicos   | Juegos Olímpicos      | Juegos Olímpicos  | Juegos Olímpicos |
| Año                | Lugar                 | Medalla           | Prueba           |
| ------------------ | --------------------- | ----------------- | ---------------- |
| 2020               | Tokio (Japón)         | Medalla de plata  | Skeet            |
| Campeonato Mundial |                       |                   |                  |
| Año                | Lugar                 | Medalla           | Prueba           |
| 2013               | Lima (Perú)           | Medalla de oro    | Skeet            |
| Campeonato Europeo |                       |                   |                  |
| Año                | Lugar                 | Medalla           | Prueba           |
| 2015               | Maribor (Eslovenia)   | Medalla de bronce | Skeet            |
| 2018               | Leobersdorf (Austria) | Medalla de oro    | Skeet            |